# Edward Pytko

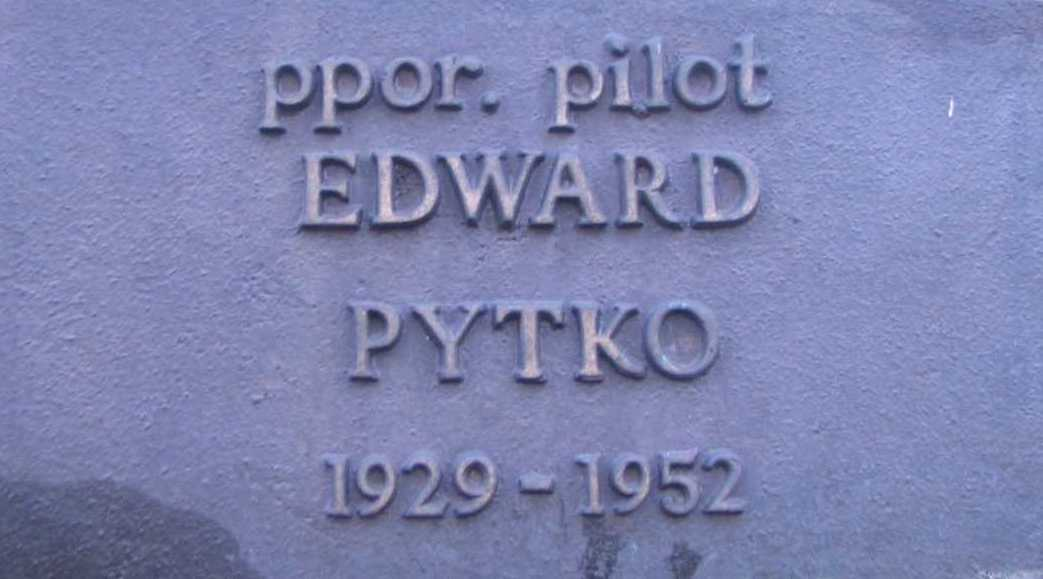
Kwatera „na Łączce”, klepsydra pamiątkowa ppor. pil. Edwarda Pytko z Oficerskiej Szkoły Lotniczej nr 5.

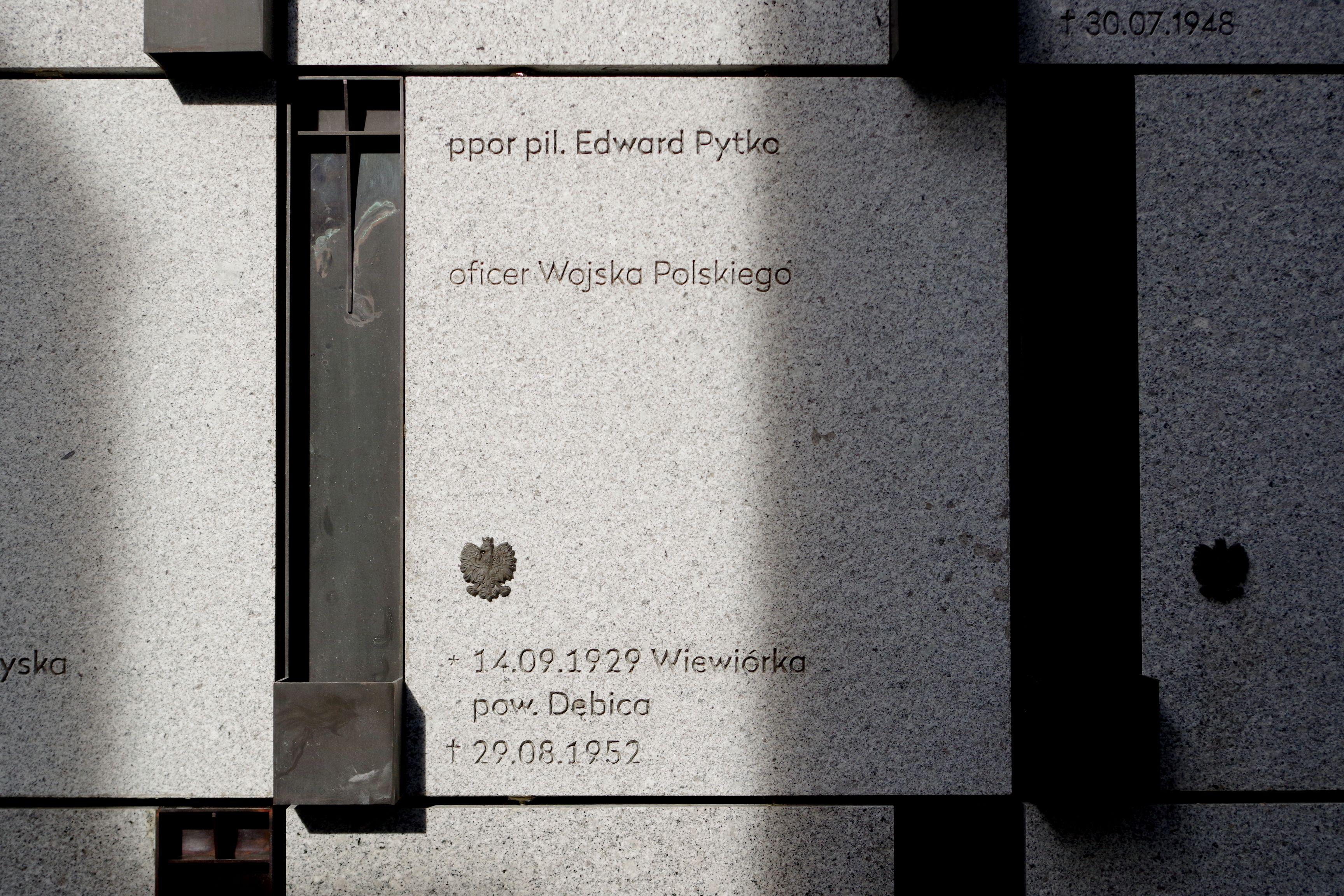
Grób ppor pilota Edwarda Pytko w Panteonie – Mauzoleum Wyklętych-Niezłomnych na Cmentarzu Wojskowym na Powązkach w Warszawie.

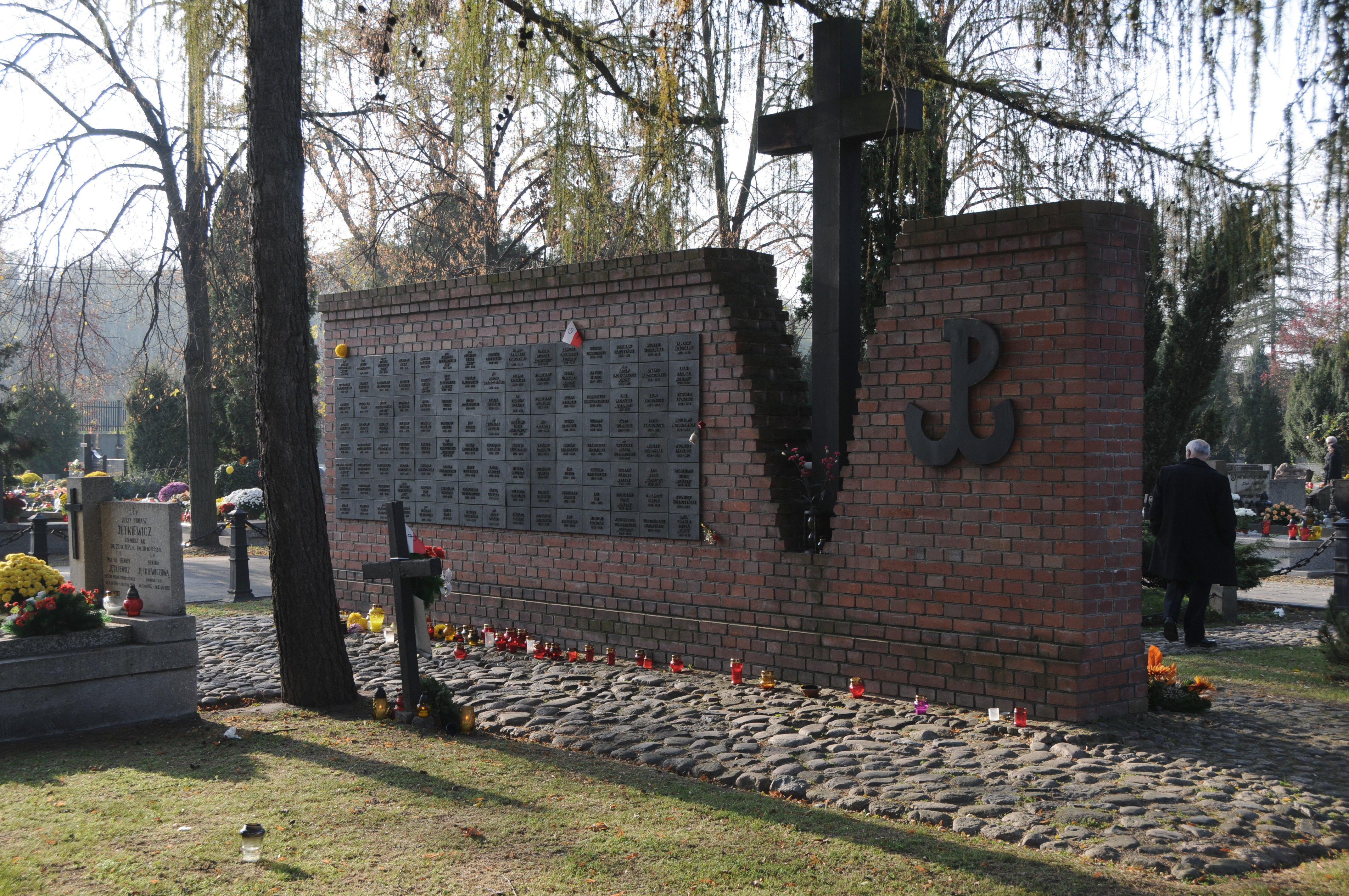
Kwatera „na Łączce”. Pomnik symbolizujący literę V wraz z klepsydrami.

Edward Pytko (ur. 14 września 1929 w Wiewiórce, zm. 29 sierpnia 1952 w Warszawie) – podporucznik pilot ludowego Wojska Polskiego.

## Życiorys
Syn Wojciecha i Zofii z Mikrutów. 25 września 1949 ochotniczo wstąpił do Oficerskiej Szkoły Lotniczej w Dęblinie. W lipcu 1951 ukończył Oficerską Szkołę Lotniczą nr 5. Był absolwentem pierwszej promocji Oficerskiej Szkoły Lotniczej nr 5, która odbyła się 15 lipca 1951 w Dęblinie. Został promowany na stopień chorążego jako pilot samolotu myśliwskiego. Aktu promocji dokonał komendant uczelni OSL-4 płk obs. pil. Szczepan Ścibior. Po szkole został skierowany służbowo do 3 Eskadry Pilotażu Bojowego Oficerskiej Szkoły Lotniczej nr 5 w Radomiu na stanowisko pilota instruktora. Z początkiem kwietnia 1952, po przebazowaniu eskadry na lotnisko w Izbicku, szkolił podchorążych z Oficerskiej Szkoły Lotniczej nr 5 na samolotach Jak-9.
Jak wspomina rodzina, organy informacji wojskowej nakłaniały go do podjęcia tajnej współpracy i przekazywania informacji dotyczącej innych pilotów. Podjęcie współpracy niezgodne było z jego sumieniem i wyznawanymi zasadami. To zapewne było powodem jego dramatycznej próby ucieczki za granicę. 7 sierpnia 1952 około godz. 15 samolotem Jak-9 wykonał lot na południe, przez terytorium Czechosłowacji, kierując się w stronę Berlina (w tym samym czasie został rozstrzelany płk obs. pil. Szczepan Ścibior). Ścigany po przekroczeniu granicy, zmuszony do kluczenia w chmurach, z braku paliwa został zmuszony do lądowania na najbliższym lotnisku, w Wiener Neustadt, strefie okupacyjnej Austrii kontrolowanej przez władze ZSRR, odległej zaledwie o 2 minuty lotu od strefy amerykańskiej. Natychmiast zatrzymany, odstawiony do Polski.
18 sierpnia 1952 Sąd Wojsk Lotniczych w składzie: przewodniczący: mjr. Ludwik Fels, sędzia: por. Władysław Marszałek, asesor: ppor. Bogdan Dzięcioł, protokolant: kpt. Eugeniusz Pietruszewski, skazał go na podstawie art. 90 Kodeksu karnego Wojska Polskiego na karę śmierci. W celi śmierci na Mokotowie trzymał się twardo. „Próbowałem, pech, nie udało się – trzeba płacić” – mówił współtowarzyszowi więziennej niedoli Zygmuntowi Walterowi-Jankemu. Prezydent Bolesław Bierut nie skorzystał z prawa łaski. Został stracony 29 sierpnia 1952 w więzieniu mokotowskim. Groby symboliczne Edwarda Pytki znajdują się na Cmentarzu Wojskowym w Kwaterze „na Łączce” oraz na cmentarzu parafialnym w Zasowie (grobowiec rodziny Mikrutów).
31 sierpnia 1993 Sąd Warszawskiego Okręgu Wojskowego w Warszawie na sesji wyjazdowej w siedzibie Wojskowego Sądu Garnizonowego w Krakowie, uznał wyrok z 18 sierpnia 1952 na ppor. Edwardzie Pytko za nieważny, tym samym został on po ponad 41 latach zrehabilitowany. W uzasadnieniu sąd stwierdził, że: "czyn ppor. Edwarda Pytko był indywidualnym protestem przeciwko totalitarnym stosunkom społeczno-politycznym narzuconym wojsku przez władze komunistyczne i jednocześnie indywidualnym, desperackim działaniem na rzecz niepodległego bytu Państwa Polskiego, mającym na celu zwrócenie uwagi światowej opinii publicznej na postępujące zniewolenie społeczeństwa polskiego". 
1 marca 2015 podczas uroczystości w Pałacu Prezydenckim z udziałem Prezydenta RP Bronisława Komorowskiego, Instytut Pamięci Narodowej potwierdził, że wśród szczątków wydobytych w Kwaterze na Łączce na warszawskich Powązkach Wojskowych zidentyfikowano szczątki Edwarda Pytki. Notę potwierdzającą identyfikację odebrała jego siostra Maria Bogusława Białas.
27 września 2015 Edward Pytko został uroczyście pochowany w „Panteonie – Mauzoleum Wyklętych – Niezłomnych” na Cmentarzu Wojskowym na Powązkach w Warszawie. Uroczystości rozpoczęły się mszą świętą na placu marszałka Józefa Piłsudskiego w Warszawie, celebrowaną przez biskupa polowego Wojska Polskiego Józefa Guzdka. Przy ołtarzu wystawiono trumny (35 odnalezionych w kwaterze „Ł” i zidentyfikowanych, w tym Edwarda Pytko) ofiar reżimu komunistycznego, działaczy i żołnierzy podziemia niepodległościowego, którzy walczyli z ustrojem narzuconym Polsce po II wojnie światowej. Następnie, w kondukcie żałobnym, trumny przewieziono na Cmentarz Wojskowy na Powązkach. W ceremonii pogrzebowej uczestniczyli Premier Ewa Kopacz, wicepremier i minister obrony narodowej Tomasz Siemoniak, minister kultury i dziedzictwa narodowego Małgorzata Omilanowska, szef Kancelarii Prezes Rady Ministrów Jacek Cichocki oraz wicemarszałek Senatu Stanisław Karczewski. Obecni byli kombatanci, rodziny ofiar oraz poczty sztandarowe związków i stowarzyszeń kombatanckich. Podczas uroczystości Andrzej Kunert, sekretarz Rady Ochrony Pamięci Walk i Męczeństwa powiedział: „Nie jesteście od dzisiaj anonimowymi ofiarami, pogrzebanymi na zapomnienie w dołach śmierci. Macie swoje miejsce w Panteonie – Mauzoleum, zbudowanym z jasnego kamienia. Z jasnego, bo wydobywamy was z ciemności i zapomnienia”.
29 lutego 2016 podczas uroczystości z okazji Narodowego Dnia Pamięci „Żołnierzy Wyklętych”, które odbyły się w Teatrze Polskim w Warszawie, został pośmiertnie awansowany przez ministra obrony narodowej Antoniego Macierewicza na stopień porucznika.